# استرالیا ۸۰۸۸
سیارک ۸۰۸۸ (به انگلیسی: 8088 Australia، نامگذاری:1990SL27) هشت هزار و هشتاد و هشتمین سیارک کشف شده‌است که در ۲۳ سپتامبر ۱۹۹۰ کشف شد.
قدر مطلق سیارک برابر ۱۴٫۰۰ است.